# Dia Mundial sem Compras
O Dia Mundial sem Compras (DMsC, conhecido originalmente em inglês como Buy Nothing Day, "Dia de Não Comprar Nada") é um dia internacional de protesto contra o consumismo. Fora dos Estados Unidos e do Canadá o DMsC realiza-se sempre no último sábado de novembro. 

## Origens
O DMsC foi criado pelo artista de Vancouver Ted Dave e posteriormente promovido pela revista canadense Adbusters. Os participantes deste evento comprometem-se a não comprar nada durante 24 horas como um ato de demonstração do poder das pessoas ante sua condição de consumidores. O primeiro dia sem compras foi organizado no Canadá em 1992.

## Contexto
O objetivo deste evento é o de chamar a atenção aos consumidores dos efeitos destruidores que os nossos hábitos de consumo podem ter a nível global, e em especial nos países de terceiro mundo. Ativistas podem também participar com manifestações e ações mais radicais em lugares estratégicos, como por exemplo às entradas de centros comerciais. A revista Adbusters conseguiu mesmo anunciar a campanha no canal de televisão CNN. Outras cadeias TV, tal como a MTV, recusaram-se a emitir os anúncios.
Nos últimos anos o evento tem ganhado adeptos de movimentos contra o aquecimento global. Estes argumentam que para travar este fenômeno cabe à população do primeiro mundo mudar os seus hábitos de consumo.

## Críticas
Críticos do movimento DMsC afirmam que o evento levará simplesmente consumidores a comprar mais em outros dias, fato que desvaloriza a campanha. No entanto, os participantes afirmam que tal não afeta a mensagem do evento, já que é proposto atividades para atingir uma maior autonomia como plantar hortas e compartilhar itens.

## História do DMsC
O DMsC realizou-se pela primeira vez em Vancouver no Canadá em Setembro de 1992. Em 1997 o evento foi fixado para o dia depois do Dia de Ação de Graças nos Estados Unidos e no Canadá. No resto do mundo o dia do evento foi colocado para o último sábado de Novembro. 